# Choquinha-de-rabo-cintado
A Choquinha-de-rabo-cintado (nome científico: Myrmotherula urosticta) é uma espécie de ave passeriforme da família dos tamnofilídeos (Thamnophilidae). É endêmica do Brasil. Os seus habitats naturais são: florestas subtropicais ou tropicais húmidas de baixa altitude. Está ameaçada por perda de habitat. Foi descrita pelo zoólogo inglês Philip Sclater em 1857 e recebeu o nome binomial Formicivora urosticta.

## Distribuição é habitat
A choquinha-de-rabo-cintado está distribuída ao longo da costa leste do Brasil, localmente desde o vigésimo quinto quilômetro de Valença, ma Bahia. Daqui, aparece no centro-sul e sudeste do estado, ao longo do Espírito Santo e então até o centro-sul Rio de Janeiro, na Fazenda União, próximo a Rocha Leão. Antigamente havia espécimes no extremo leste de Minas Gerais. Habita o estrato baixo da mata úmida primaria ou moderadamente perturbada da Mata Atlântica (abaixo de cem metros), mas não o segundo crescimento com uma altura do dossel inferior a cerca de 15-20 metros. Aparece quase exclusivamente em bandos mistos, forrageando de 3-9 metros acima do solo, principalmente entre 5-7 metros, em vegetação viva e vinhas. É mais comum na Reserva Biológica de Sooretama (situada em planalto com solo arenoso e estação seca variável) do que na vizinha Reserva Florestal de Linhares (floresta de altitude mais baixa), mas é desconhecido o motivo.

## Descrição
A choquinha-de-rabo-cintado mede 9,5 centímetros de comprimento. A plumagem do macho é cinza, com babador preto, as asas são pretas com duas barras brancas e a cauda é preta com pontas brancas. A fêmea tem as partes superiores cinzentas mais claras; asas pretas com manchas e duas barras brancas; garganta esbranquiçada e peito e ventre cor creme.

## Conservação
A choquinha-de-rabo-cintado foi classificada como vulnerável pela Lista Vermelha da União Internacional para a Conservação da Natureza (UICN / IUCN) devido à sua pequena população total, estimada em 2 500 e 7 000 indivíduos, e sua área de distribuição, pequena e fragmentada, ser considerada em declínio moderado devido à perda de habitat, resultante do desmatamento e fragmentação da Mata Atlântica. Sua sobrevivência depende basicamente da preservação das florestas em locais específicos. Em 2005, foi listada como em perigo na Lista de Espécies da Fauna Ameaçadas do Espírito Santo; em 2010, como em perigo na Lista de Espécies Ameaçadas de Extinção da Fauna do Estado de Minas Gerais; em 2014, como vulnerável na Portaria MMA N.º 444 de 17 de dezembro de 2014; e em 2018, como vulnerável no Livro Vermelho da Fauna Brasileira Ameaçada de Extinção do Instituto Chico Mendes de Conservação da Biodiversidade (ICMBio) e na Lista das Espécies da Fauna Ameaçadas de Extinção no Estado do Rio de Janeiro.

## Sistemática
A espécie M. urosticta foi descrita pela primeira vez pelo zoólogo britânico Philip Lutley Sclater em 1857 sob o nome científico Formicivora urosticta; localidade tipo "leste do Brasil". O nome feminino do gênero Myrmotherula é um diminutivo do gênero Myrmothera, do grego murmos ("formiga" e thēras ("caçador"). Assim, significa "pequeno caçador de formigas". Seu nome específico urosticta vem do grego oura ("cauda") e stiktos ("pontilhado") e significa "cauda pontilhada".

## Taxonomia
Parece que a choquinha-de-rabo-cintado é um parente próximo da choquinha-de-asa-comprida (Myrmotherula longipennis). As duas são geralmente agrupadas no chamado "complexo da choquinha", que também inclui a choquinha-de-flancos-brancos (Myrmotherula axillaris), a choquinha-de-ihering (M. iheringi), a choquinha-pequena (M. minor), a choquinha-ardósia (M. schisticolor), a choquinha-de-garganta-cinza (M. menetriesii), a choquinha-do-oeste (M. sunensis), a choquinha-de-asa-lisa (M. behni), choquinha-das-iungas (M. grisea), a choquinha-cinzenta (M. unicolor) e a choquinha-de-alagoas (M. snowi), embora este grupo possivelmente não seja monofilético. É monotípico.